# Mónica Amboya (Schiedsrichterin)
Mónica Amboya (* 9. Juni 1982 in Riobamba) ist eine ecuadorianische Fußballschiedsrichterassistentin.
Seit 2009 steht sie auf der Liste der FIFA-Schiedsrichter und leitet internationale Fußballpartien.
Amboya war unter anderem Schiedsrichterassistentin bei der U-20-Weltmeisterschaft 2016 in Papua-Neuguinea, bei der U-20-Weltmeisterschaft 2018 in Frankreich, bei der Weltmeisterschaft 2019 in Frankreich (bei der sie als Assistentin von Claudia Umpiérrez drei WM-Spiele leitete, darunter das Eröffnungsspiel), und beim olympischen Fußballturnier 2020 in Tokio (als Assistentin von Edina Alves Batista und erste ecuadorianische Schiedsrichterin).
Im Oktober und November 2019 bildeten Claudia Umpiérrez, Luciana Mascaraña und Mónica Amboya mit ihrer Nominierung für die U-17-Weltmeisterschaft 2019 in Brasilien, bei der sie drei Einsätze hatten, das erste weibliche Schiedsrichterinnen-Trio bei einer Herren-Weltmeisterschaft.